# Walentina Sergejewna Stenina
Walentina Sergejewna Stenina (russisch Валентина Сергеевна Стенина, geborene Miloslawowa [russisch Милославова]; * 29. Dezember 1934 in Babrujsk) ist eine ehemalige sowjetische Eisschnellläuferin.
Vom Ende der 1950er-Jahre bis 1968 gehörte Stenina der Nationalmannschaft der Sowjetunion an und gewann in dieser Zeit drei Weltmeistertitel im Mehrkampf sowie zwei olympische Silbermedaillen über 3000 Meter. Neben ihren Teamkolleginnen Inga Woronina und Lidija Skoblikowa war sie damit während ihrer aktiven Zeit eine der erfolgreichsten Eisschnellläuferinnen.

## Werdegang
Walentina Miloslawowa wurde in der Weißrussischen SSR geboren, floh aber 1941 während des Zweiten Weltkriegs mit ihrer Mutter zu einer Tante nach Swerdlowsk am Uralgebirge. Nach ihrem Schulabschluss besuchte sie dort bis 1954 die Polytechnische Hochschule Ural (Uralski politechnitscheski kolledsch).
Seit 1950 war Miloslawowa als Eisschnellläuferin aktiv und lernte über den Sport den etwa gleichaltrigen Boris Stenin kennen, den sie im Oktober 1955 standesamtlich heiratete und dessen Namen annahm. 1957 ging Stenina erstmals bei den sowjetischen Eisschnelllauf-Meisterschaften an den Start und erreichte als bestes Ergebnis einen vierten Rang auf der längsten gelaufenen Strecke über 3000 Meter. Im gleichen Jahr wurde sie in die sowjetische Nationalmannschaft aufgenommen. Das Team der Sowjetunion war im Eisschnelllauf der Frauen zu dieser Zeit ausgesprochen stark besetzt und stellte von 1952 bis 1966 durchgängig die Weltmeisterinnen bei den jährlich ausgetragenen Mehrkampfweltmeisterschaften. Zu Steninas Teamkolleginnen zählten unter anderem Inga Artamonowa (spätere Woronina), Tamara Rylowa sowie Lidija Skoblikowa.

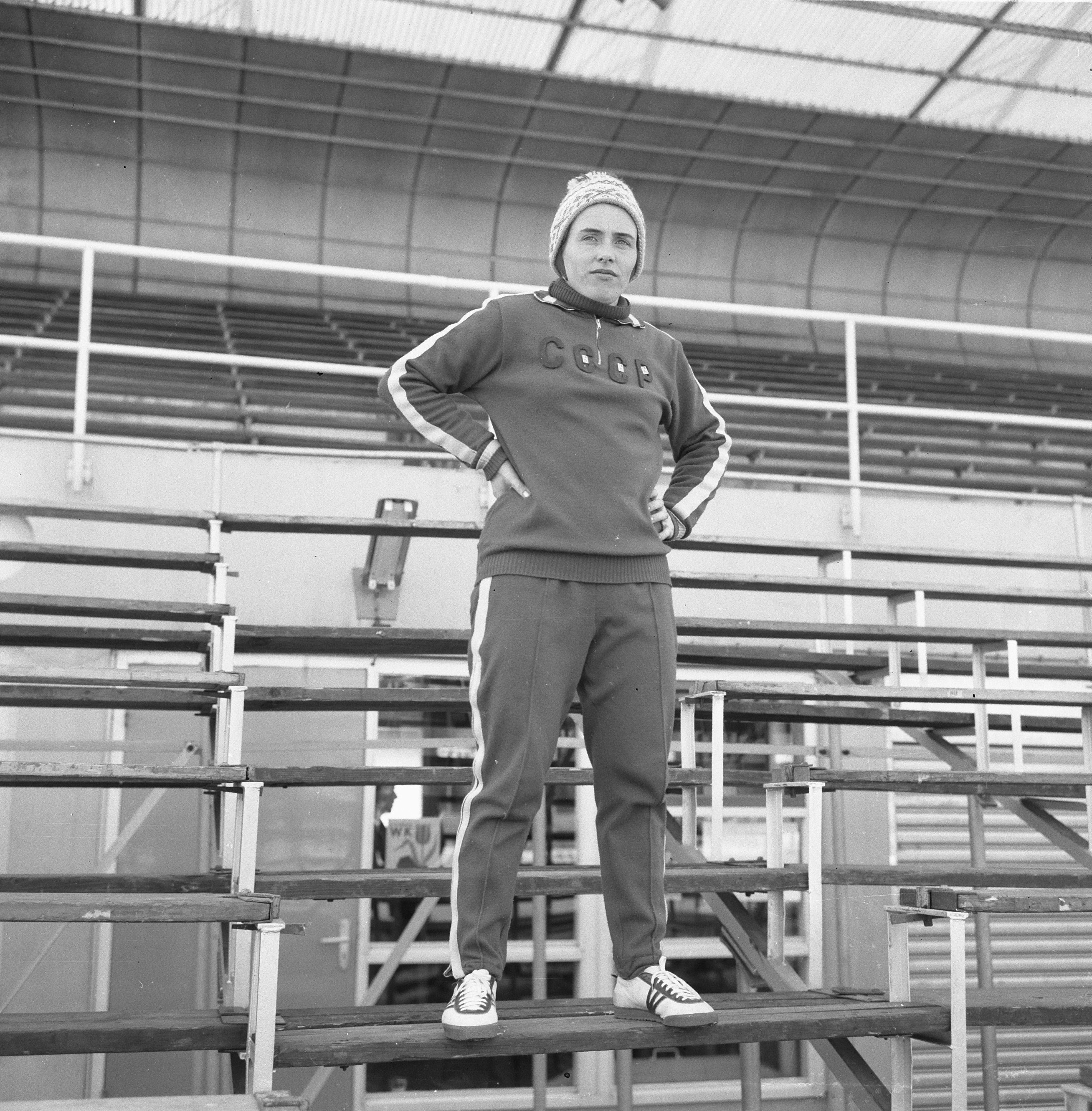
Stenina während der Mehrkampf-WM 1967

Ihre ersten internationalen Wettkämpfe bestritt Stenina 1958 und trat ein Jahr später zum ersten Mal bei den Weltmeisterschaften an. Vor heimischer Kulisse in Swerdlowsk belegten die sowjetischen Läuferinnen die ersten vier Plätze: Stenina gewann hinter Rylowa (und vor Skoblikowa und Artamonowa) die Silbermedaille im Mehrkampf. Auf drei von vier gelaufenen Distanzen – mit Ausnahme des 500-Meter-Sprints – zählte sie zu den drei schnellsten Athletinnen. Bei der WM 1960 Ende Januar in Östersund lief sie über 1500 Meter die schnellste Zeit und wies nach vier Strecken die beste Vierkampf-Punktzahl auf. Stenina führte damit einen erneuten sowjetischen Vierfachsieg an und reiste als Weltmeisterin zu den wenige Wochen später beginnenden Olympischen Winterspielen in Squaw Valley, wo erstmals Frauenwettkämpfe im Eisschnelllauf zum olympischen Programm gehörten. Sie wurde über 1500 Meter und 3000 Meter eingesetzt. Beide Strecken entschied Lidija Skoblikowa für sich. Stenina wurde Fünfte über 1500 Meter und gewann am 23. Februar 1960 mit 2,6 Sekunden Rückstand auf ihre Teamkollegin die Silbermedaille auf der 3000-Meter-Strecke. Boris Stenin, der kurz zuvor wie seine Ehefrau den WM-Titel im Mehrkampf errungen hatte, wurde drei Tage später Dritter im 1500-Meter-Rennen der Männer.
Im Februar 1961 verteidigte Stenina in Tønsberg ihren Titel als Mehrkampfweltmeisterin – dieses Mal mit Bestzeiten auf drei von vier Strecken – und wurde im gleichen Monat zum ersten Mal sowjetische Meisterin im Vierkampf. In den folgenden Jahren fuhr sie weitere Erfolge auf nationaler und internationaler Ebene ein, darunter bei den Winterspielen 1964 in Innsbruck eine zweite olympische Silbermedaille über 3000 Meter. Von 1965 bis 1967 wurde Stenina drei weitere Male sowjetische Mehrkampfmeisterin und holte 1966 mit 31 Jahren (und damit als älteste Athletin im Feld) ihren insgesamt dritten Weltmeistertitel im Wettkampf über vier Strecken. Die Titelverteidigung 1967 gelang ihr nicht: Sie wurde Sechste im Gesamtklassement beim Sieg der Niederländerin Stien Kaiser in Deventer, mit dem Kaiser die 15 Jahre anhaltende sowjetische Siegesserie beendete.
1968 trat Stenina, die im Jahr zuvor zur Ehrenbürgerin Swerdlowsks ernannt worden war, vom Wettkampfsport zurück, nachdem ihr Mann seine aktive sportliche Laufbahn bereits vier Jahre zuvor beendet hatte. Das Paar, das einen gemeinsamen Sohn hat, zog nach Moskau, wo beide zunächst als Eisschnelllauf-Trainer arbeiteten. Sie lebten bis zum Tod Boris Stenins 2001 zusammen. Die Lokalzeitung Saokski westnik schrieb 2019 anlässlich eines Interviews mit Stenina, sie sei seit über 30 Jahren in einem Dorf in der Saokski rajon im westrussischen Oblast Tula beheimatet.

## Statistik

### Olympische Winterspiele
Walentina Stenina war 1960 und 1964 Teil des sowjetischen Olympiaaufgebots. Sie nahm an fünf Wettkämpfen teil, in denen sie zwei Silbermedaillen gewann.
| Olympische Winterspiele | Olympische Winterspiele | 1000 m | 1500 m | 3000 m |
| Jahr                    | Ort                     | 1000 m | 1500 m | 3000 m |
| ----------------------- | ----------------------- | ------ | ------ | ------ |
| 1960                    | Squaw Valley            | –      | 5.     | 2.     |
| 1964                    | Innsbruck               | 5.     | 7.     | 2.     |

### Mehrkampfweltmeisterschaften
Von 1959 bis 1968 nahm Walentina Stenina an neun Mehrkampfweltmeisterschaften teil und gewann dabei drei Goldmedaillen sowie zweimal Silber und einmal Bronze. Die folgende Tabelle zeigt ihre Zeiten – und in Klammern jeweils dahinter ihre Platzierungen – auf den vier gelaufenen Einzelstrecken sowie die sich daraus errechnende Gesamtpunktzahl nach dem Samalog und die Endplatzierung. Die Anordnung der Distanzen entspricht ihrer Reihenfolge im Programm der Mehrkampf-WM zur aktiven Zeit Steninas.
| Mehrkampf-WM | Mehrkampf-WM | 500 m (in Sekunden) | 1500 m (in Minuten) | 1000 m (in Minuten) | 3000 m (in Minuten) | Punkte  | Platz |
| Jahr         | Ort          | 500 m (in Sekunden) | 1500 m (in Minuten) | 1000 m (in Minuten) | 3000 m (in Minuten) | Punkte  | Platz |
| 1959         | Swerdlowsk   | 49,1 (8)            | 2:32,7 (3)          | 1:41,4 (2)          | 5:33,2 (3)          | 206,233 | 2.    |
| 1960         | Östersund    | 50,1 (3)            | 2:37,6 (1)          | 1:41,8 (4)          | 5:31,8 (2)          | 208,833 | 1.    |
| 1961         | Tønsberg     | 48,1 (1)            | 2:33,3 (1)          | 1:37,8 (1)          | 5:26,6 (2)          | 202,533 | 1.    |
| 1963         | Karuizawa    | 47,8 (11)           | 2:23,5 (2)          | 1:35,1 (4)          | 5:12,6 (2)          | 195,283 | 3.    |
| 1964         | Kristinehamn | 49,6 (19)           | 2:31,5 (7)          | 1:38,2 (9)          | 5:14,4 (3)          | 201,600 | 8.    |
| 1965         | Oulu         | 47,7 (4)            | 2:27,5 (1)          | 1:39,4 (2)          | 5:20,4 (2)          | 199,966 | 2.    |
| 1966         | Trondheim    | 47,7 (3)            | 2:31,5 (3)          | 1:36,3 (3)          | 5:08,3 (2)          | 197,733 | 1.    |
| 1967         | Deventer     | 46,9 (7)            | 2:27,4 (8)          | 1:40,1 (11)         | 5:30,7 (6)          | 201,200 | 6.    |
| 1968         | Helsinki     | 47,5 (9)            | 2:30,0 (4)          | 1:36,4 (7)          | 5:23,4 (10)         | 199,600 | 9.    |

### Persönliche Bestzeiten
Ihre persönlichen Karrierebestzeiten lief Stenina auf allen vier Distanzen in den Jahren 1963 und 1964.
| Distanz | Zeit       | Datum            | Ort           |
| ------- | ---------- | ---------------- | ------------- |
| 500 m   | 46,0 s     | 11. Januar 1964  | Tscheljabinsk |
| 1000 m  | 1:34,6 min | 5. Februar 1963  | Almaty        |
| 1500 m  | 2:23,5 min | 21. Februar 1963 | Karuizawa     |
| 3000 m  | 5:06,3 min | 12. Januar 1964  | Tscheljabinsk |